# Schneckenwelle
Die Schneckenwelle, oft einfach nur als Schnecke bezeichnet, ist eine Welle mit einer schraubenförmigen Windung zum Weiterleiten von zur Welle parallelen geradlinigen  Bewegungen oder Kräften.

## Funktionen

### Fördertechnik

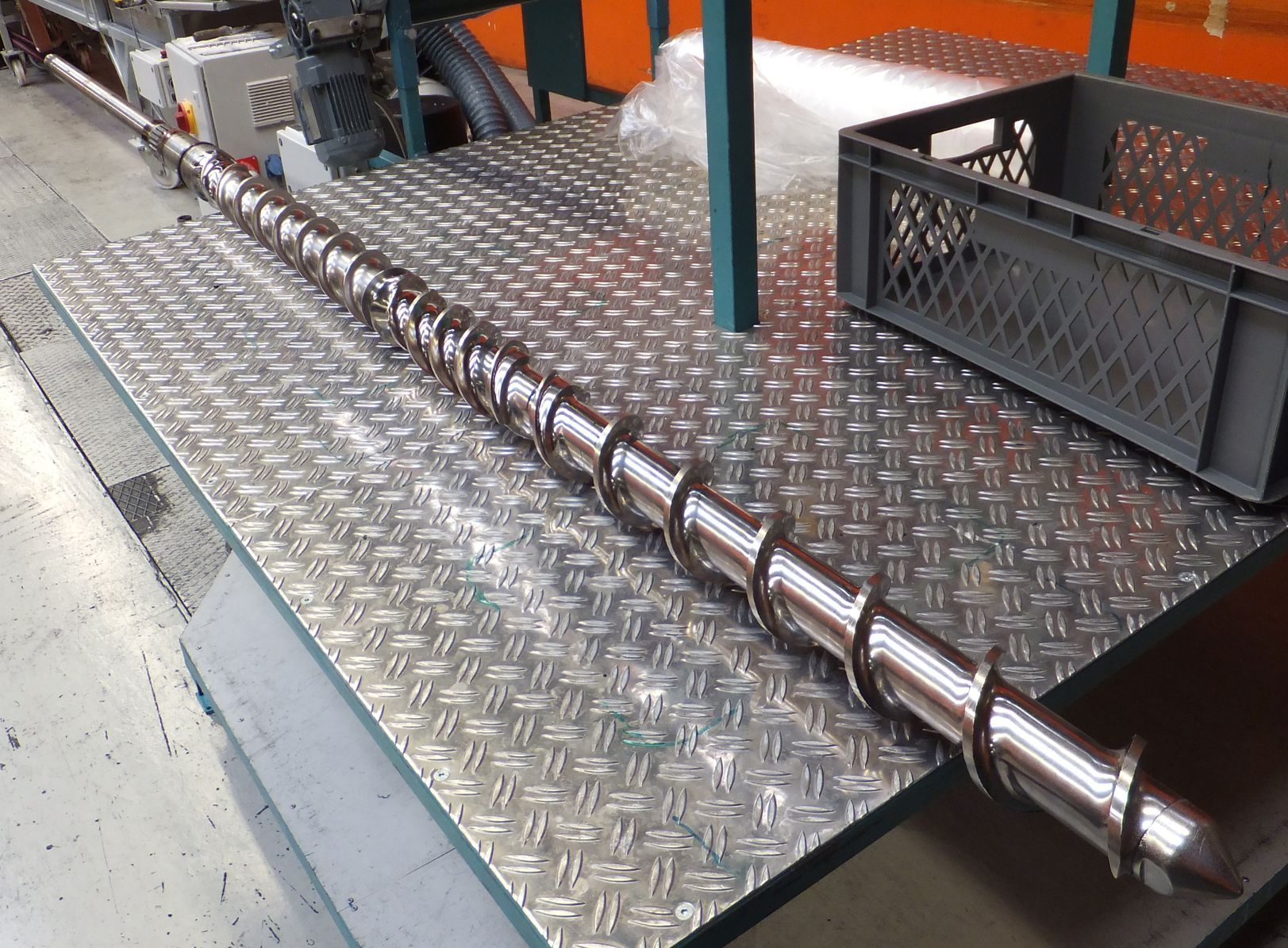
Schnecke eines Vakuum-Extruders

In Anlehnung an die bereits im dritten Jahrhundert V. Chr. entwickelte Archimedische Schraube wurden im Laufe der Zeit immer neue Anwendungsgebiete für Schneckenwellen erschlossen. Sie ist als zentrales Bauteil im Schneckenförderer und Extruder zu finden. Die Schneckenwelle steckt hierbei in einem Schneckenzylinder und wird durch einen Motor gedreht. Sie hat die Aufgabe Material zu transportieren, im Extruder auch Material zu verdichten und zu homogenisieren.

### Antriebstechnik

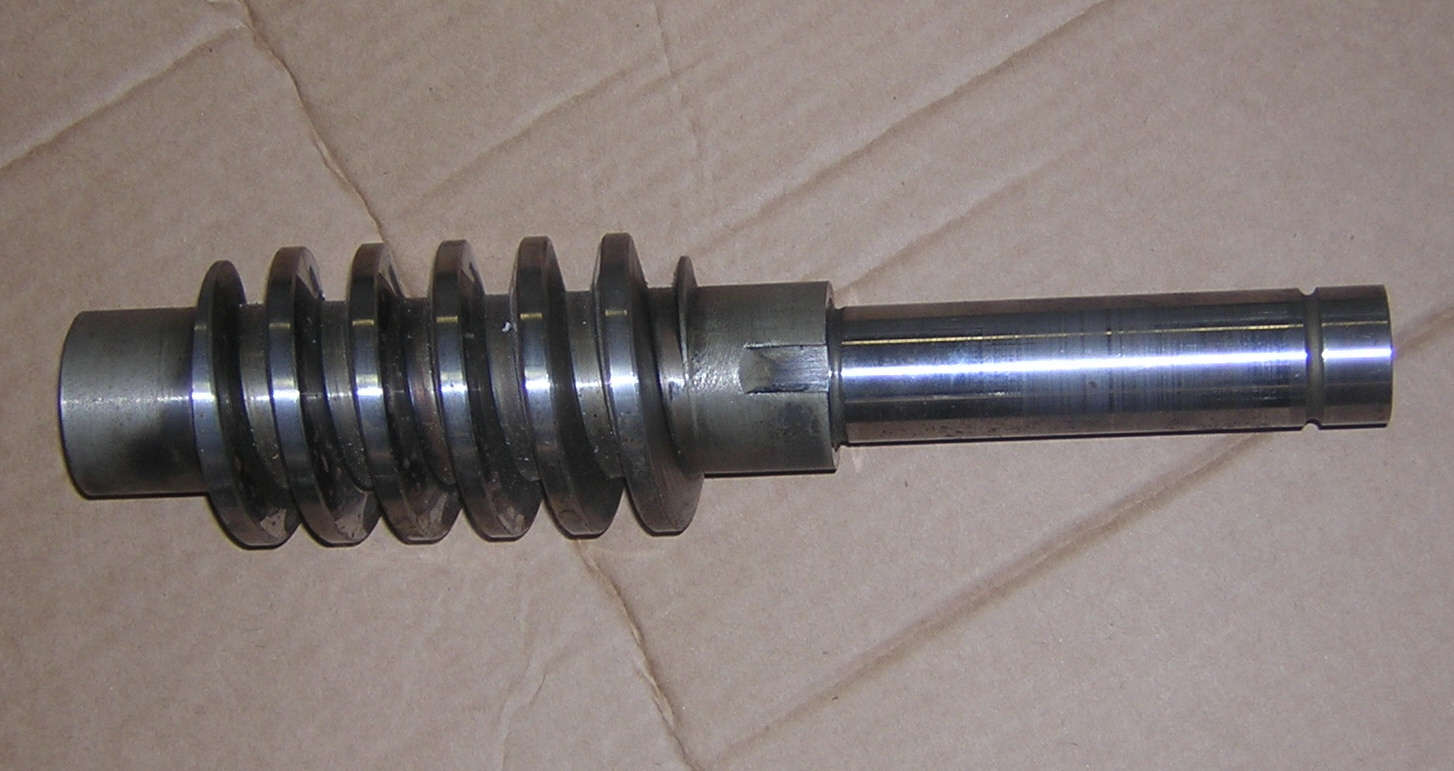
Schnecke eines Schneckengetriebes

Die Schneckenwelle ist im Schneckengetriebe der Teil des Drehmoment übertragenden Schneckenradsatzes mit der höheren Drehzahl. In der Regel treibt die Schneckenwelle das Schneckenrad an. Dabei sind die Wellen quer zueinander angeordnet.
Wenn eine Drehbewegung in eine lineare Bewegung umgewandelt werden soll, wird die längere Gewindespindel benutzt.

## Aufbau
Für die industriellen Anwendungen werden Schneckenwellen aus einem Rundstahl gefräst. Jede Schnecke ist hierbei genau auf ihre Funktionen im Prozess ausgelegt. Für Standardanwendungen existieren jedoch zahlreiche katalogisierte Lösungen.